# 7919 Prime
7919 Prime è un asteroide della fascia principale. Scoperto nel 1981, presenta un'orbita caratterizzata da un semiasse maggiore pari a 2,4411553 UA e da un'eccentricità di 0,1176742, inclinata di 1,18488° rispetto all'eclittica.